# Verband deutscher Schriftstellerinnen und Schriftsteller

Meist mit Zusatz rechte Seite:
VERBAND DEUTSCHER SCHRIFTSTELLERINNEN UND SCHRIFTSTELLER in ver.di

Der Verband deutscher Schriftstellerinnen und Schriftsteller (VS), bis 2015 Verband deutscher Schriftsteller (VS), ist die Interessenvertretung professioneller Autoren bzw. Schriftsteller in Deutschland und Teil der Dienstleistungsgewerkschaft ver.di. Der VS mit Sitz in Berlin wurde am 8. Juni 1969 mit Unterstützung von Günter Grass, Heinrich Böll und Martin Walser als Zusammenschluss der Bundesvereinigung der deutschen Schriftstellerverbände, des Verbands deutscher Übersetzer und des Verbands deutscher Kritiker in Köln gegründet. Nach einem Mitgliederentscheid im Oktober 2015 änderte der Verband die ursprüngliche Selbstbezeichnung „Verband deutscher Schriftsteller“ in „Verband deutscher Schriftstellerinnen und Schriftsteller“.

## Organisationsstruktur
Mit 3600 Mitgliedern ist er der größte Bundesverband für Autoren und Übersetzer in Deutschland. Er unterteilt sich in 15 Landesverbände (Niedersachsen und Bremen bilden einen gemeinsamen Landesverband) sowie in die Auslandsgruppe. Einem Landesverband mit eigenem Vorstand und eigener Vertretung im Bundesvorstand ist der ansonsten eigenständige Verband deutschsprachiger Übersetzer literarischer und wissenschaftlicher Werke, VdÜ, als Sparte der Übersetzer gleichgestellt.
Mitglieder können alle haupt- und nebenberuflichen deutschsprachigen Autoren, Übersetzer und alle auf dem Gebiet der Bundesrepublik lebenden fremdsprachigen Schriftsteller werden. In der eigenständigen Bundessparte „Übersetzer“ können zusätzlich auch Personen Mitglied sein, welche unabhängig vom Wohnort „aus dem Deutschen oder ins Deutsche“ übersetzen; ferner ist ein Status als Kandidat möglich.

## (Gewerkschaftliche) Dienstleistungen
1973 schloss sich der Verband deutscher Schriftsteller (VS) der IG Druck und Papier an. Geschäftsführerin des VS in der IG Druck und Papier war ab 1985 die zuvor als Referatsleiterin im DGB-Bundesvorstand tätige Politikwissenschaftlerin Ursula Polzer-Eberhardt. Der VS handelt unter anderem Normverträge mit dem Börsenverein des Deutschen Buchhandels aus – zuletzt am 23. Januar 2014 u. a. mit Regelungen über E-Book-Rechte –, gibt Empfehlungen zu Honorarvereinbarungen mit Verlagen und bietet seinen Mitgliedern zusätzliche Leistungen wie eine kostenlose Rechtsberatung und Rechtsschutz über Vertretung durch den Verband. Der Verband war zudem 1958 Initiator für die Gründung der Verwertungsgesellschaft Wort und ist einer der Hauptinitiatorverbände des Aktionsbündnis für faire Verlage (Ak Fairlag).
Neben seinen gewerkschaftlichen Aufgaben tritt der VS vor allem auf Bezirksebene, aber auch bei den regelmäßigen Landesgruppentreffen, als Veranstalter literarischer Events auf.
Zudem engagiert sich der VS bundesweit mit Projekten zu Literatur und Politik, auch in Kooperation mit anderen Einrichtungen wie z. B. Amnesty International.
Das jüngste Projekt startete der Bundesvorstand 2012. Unter dem Motto „WORTE gegen RECHTS“ verstärkt der VS mit Lesungen, Plakataktionen und anderen Veranstaltungen seine bundesweiten Aktivitäten gegen Rassismus und Nazis.

## Bundesvorsitzende des VS
- Dieter Lattmann (1969–1974)
- Horst Bingel (1974–1976)
- Carl Amery (1976–1977)
- Bernt Engelmann (1977–1983)
- Hans Peter Bleuel (1984–1987)[9]
- Anna Jonas (1987–1988)
  - 1988/89 unbesetzt (kommissarischer Vorstand)
- Uwe Friesel (1989–1994)
- Erich Loest (1994–1997)
- Fred Breinersdorfer (1997–2005)
- Imre Török (2005–2015)
- Eva Leipprand (2015–2019)
- Lena Falkenhagen (seit 16. Februar 2019)[10]